# 安宅一夫
安宅 一夫（あたく かずお、1947年3月13日 - ）は、日本の農学者。農学博士（東北大学）。酪農学園大学名誉教授。

## 略歴
北海道生まれ。1965年、北海道伊達高等学校卒業。1969年、帯広畜産大学畜産学部卒。1971年、同大学院大学院畜産学研究科修了。同年、酪農学園大学酪農学部助手。1974年、同大学酪農学部専任講師。1984年、同大学酪農学部助教授。1993年、同大学酪農学部教授。1996年、酪農学園大学酪農学部長。1997年から2011年まで酪農学園大学学長・北海道文理科短期大学学長。2012年酪農学園大学を定年退職。
1982年 東北大学より農学博士。論文の題は「サイレージ発酵における硝酸塩の役割とその意義に関する研究」。  
2004年に日本草地学会賞受賞。2013年宇都宮賞受賞

## 研究分野
草地学及び畜産学。特にサイレージ発酵の制御を研究。この分野の研究の第一人者

## 著書
- バイオインダストリー協会発酵と代謝研究会編『発酵ハンドブック』（共立出版、2001年）
- 『日本酪農の展望 : 酪農のあり方と人材養成を考える』（エスエスシステムサービス、2002年）